# Formula di Bethe-Feynman
La formula dell'efficienza di Bethe-Feynman, un metodo semplice per calcolare la resa di una bomba a fissione, stata derivata per la prima volta nel 1943 dopo lo sviluppo nel 1942. Si ipotizza che gli aspetti della formula siano dati riservati con restrizioni.

## Formula
- a = energia interna per grammo
- b = tasso di crescita
- c = raggio della sfera

{\displaystyle a\approx (bc)^{2}f}
Un coefficiente numerico verrebbe quindi incluso per creare la formula di Bethe-Feynman, aumentando la precisione di più di un ordine di grandezza.